# Елізабет Ю
Елізабет Ю — американська акторка, що стане відомою завдяки ролі Азули в «Аватар: Останній захисник», екранізації однойменного мультсеріалу.

## Кар'єра
У грудні 2021 року Елізабет Ю отримала роль Азули, принцеси нації вогню, у фільмі «Аватар: Останній захисник».
Акторка 2022 року знялася у фільмі «Десь у Квінсі». Ю також знялася в ролі студентки коледжу Рубі в Рік перший — фільмі про дорослішання режисера Лорен Лосберг.
У січні 2023 року Ю взяли до акторського складу драми «Травень грудень» режисера Тодда Гейнса. У березні її взяли на роль молодої Меггі в пілотній драмі NBC, створеній Дженною Банс і Біллом Кребсом. Її героїня — «велика таємнича книга вбивства», яку врешті-решт вбивають.

## Фільмографія

### Фільми
| Рік      | Назва            | роль           | Примітки |
| -------- | ---------------- | -------------- | -------- |
| 2022     | Десь у Квінсі    |                |          |
| 2022     | Рік перший       | Рубін          |          |
| 2023 рік | Травень, грудень | Мері Атертон-Ю |          |

### Телебачення
| Рік  | Назва                     | Роль                | Примітки       |
| ---- | ------------------------- | ------------------- | -------------- |
| 2024 | Аватар: Останній захисник | Принцеса Азула      | У постпродакшн |
| TBD  | Пілот NBC без назви       | Меггі (у молодості) | У постпродакшн |